# Heinrich von Korff (Regierungsbeamter)
Ernst Wilhelm Georg Heinrich Freiherr von Korff zu Waghorst (* 13. September 1792 auf Gut Waghorst, heute Rödinghausen-Bieren, Kreis Herford; † 11. November 1860 in Schönebeck ?) war ein deutscher Regierungsbeamter.
Von 1820 bis 1849 war er Landrat des preußischen Kreises Minden in Westfalen.

## Leben
Ernst Wilhelm Georg Heinrich Freiherr von Korff zu Waghorst wurde 1792 als Sohn einer Familie des westfälischen Uradels auf dem Gut Waghorst geboren. Die Familie von Korff hat zahlreiche Regierungsbeamte hervorgebracht und besaß Rittergüter in den Kreisen Minden, Lübbecke und Herford.
Freiherr von Korff war Domherr des vormaligen Stifts Halberstadt.
Er studierte an der Universität Göttingen Rechtswissenschaften und Cameralia und war Forstreferendar bei der Bezirksregierung in Minden. 1820 wurde Korff mit der Verwaltung des Landratsamtes im Kreis Minden beauftragt, er bestand die Eignungsprüfung „vorschriftsmäßig“. Am 8. Januar 1825 folgte die Ernennung zum Landrat. Korff übte dieses Amt bis zu seiner Pensionierung am 1. April 1849 aus. Darüber hinaus war Korff Mitglied des Johanniterordens.
Freiherr Korff war römisch-katholisch, verheiratet sowie Schwager von Adolf von der Horst.